# Матвейчук, Степан
Степан Матвейчук — борец греко-римского стиля, Чемпион мира по греко-Римской борьбе среди ветеранов, победитель чемпионатов Украины и Казахстана по греко-римской борьбе.

## Биография
Степан Матвейчук занимался греко-римской борьбой в Амурске у тренера, мастера спорта СССР Сергея Васильевича Плетникова. Как перспективный спортсмен был приглашен на учебу в училище олимпийского резерва в городе Ростове-на-Дону. В 1996 году он показал шестой результат на студенческом чемпионате мира, который был организован и проведен в Иране. Становился победителем на чемпионатах и соревнованиях, которые организовывались на территории Украины и Казахстана. Переехал жить в Ставропольский край, продолжает заниматься спортом.
Учеником Сергея Плетникова по направлению греко-римской борьбы также стал младший брат Степана Матвейчука.